# Клеопатра VII
Клеопатра VII Філопатор (Койне дав.-гр. Κλεοπάτρα Φιλοπάτωρ, «Слава батька, що любить його»; 70/69 до н. е. — 12 серпня 30 до н. е.) — фараон Птолемеївського царства з 51 до 30 року до н. е. і остання правителька Стародавнього Єгипту. Походила з династії Птолемеїв, була нащадком її засновника Птолемея I Сотера, македонського полководця і сподвижника Александра Великого. Після смерті Клеопатри Єгипет став провінцією Римської імперії, що ознаменувало кінець останньої елліністичної держави в Середземномор'ї та епохи, яка тривала з часів правління Александра Македонського (336—323 рр. до н. е.). Хоча її рідною мовою була давньогрецька, вона була єдиною серед Птолемеїв, яка вивчила і використовувала єгипетську мову.
Клеопатра — одна з найвідоміших постатей античності, зокрема, завдяки драматичному романові з римським полководцем (триумвіром) Марком Антонієм. У завершальні роки її правління Римська імперія завоювала Єгипет, а сама Клеопатра вкоротила собі віку, щоб не стати бранкою Октавіана. Її образ — один з найпопулярніших у літературі та кінематографі.

## Загальні відомості
Клеопатра VII правила Єгиптом 22 роки послідовно в співправництві зі своїми братами (вони ж за традицією її формальні чоловіки) Птолемеєм XIII та Птолемеєм XIV, потім у фактичному шлюбі з римським полководцем Марком Антонієм. Була останнім незалежним правителем Єгипту до римського завоювання. Широкої популярності набула завдяки любовному зв'язку з Юлієм Цезарем та Марком Антонієм. Від Цезаря, можливо, мала сина Цезаріона, від Антонія двох синів та доньку.
Джерела по Клеопатрі — Плутарх, Светоній, Аппіан, Діон Кассій, Йосип Флавій. Здебільшого давня історіографія їй несприятлива; Існує думка, що очорніння Клеопатри здійснено переможцем Єгипту, Октавіаном і його оточенням, які прагнули всіма силами обмовити царицю, представивши її не тільки небезпечним ворогом Риму, а й злим генієм Марка Антонія.

Проте деякі історики все ж таки вважають, що приписувані їй розпуста і підступність були реальними. Наприклад, збереглося судження про Клеопатру римського історика IV ст. Аврелія Віктора:
Вона була така розпусна, що часто проституювала, і мала таку красу, що багато чоловіків своєю смертю платили за володіння нею протягом однієї ночі.

## Походження
Клеопатра народилася 69 року до н. е. (Офіційно 12 рік правління Птолемея XII), мабуть в Александрії. Вона є однією з трьох (відомих) дочок царя Птолемея XII Авлета, можливо, від наложниці, оскільки, за зауваженням Страбона, у цього царя була тільки одна законна дочка Береніка IV, цариця в 58–55 роках до н. е.
Про дитинство та юність Клеопатри нічого невідомо. Безсумнівно, на неї справило сильне враження смута 58–55 років, коли її батька скинули і вигнали з Єгипту, а царицею стала його дочка (сестра Клеопатри) Береніка. Відновлений на престолі силами римського намісника Сирії Авла Габінія, Птолемей XII кинувся в різанину, репресії та вбивства (жертвою яких стала в тому числі й Береніка). Внаслідок він перетворився на маріонетку, яка зберігала владу лише завдяки римській присутності, що обтяжувало фінанси країни. Неприємності царювання батька піднесли урок майбутній цариці, яка використала всі засоби, щоб позбутися противників і всіх, хто стояв на її шляху, — як, наприклад, молодший брат Птолемей XIV в 44 до н. е. і пізніше сестра Арсіноя IV.

## Особистість

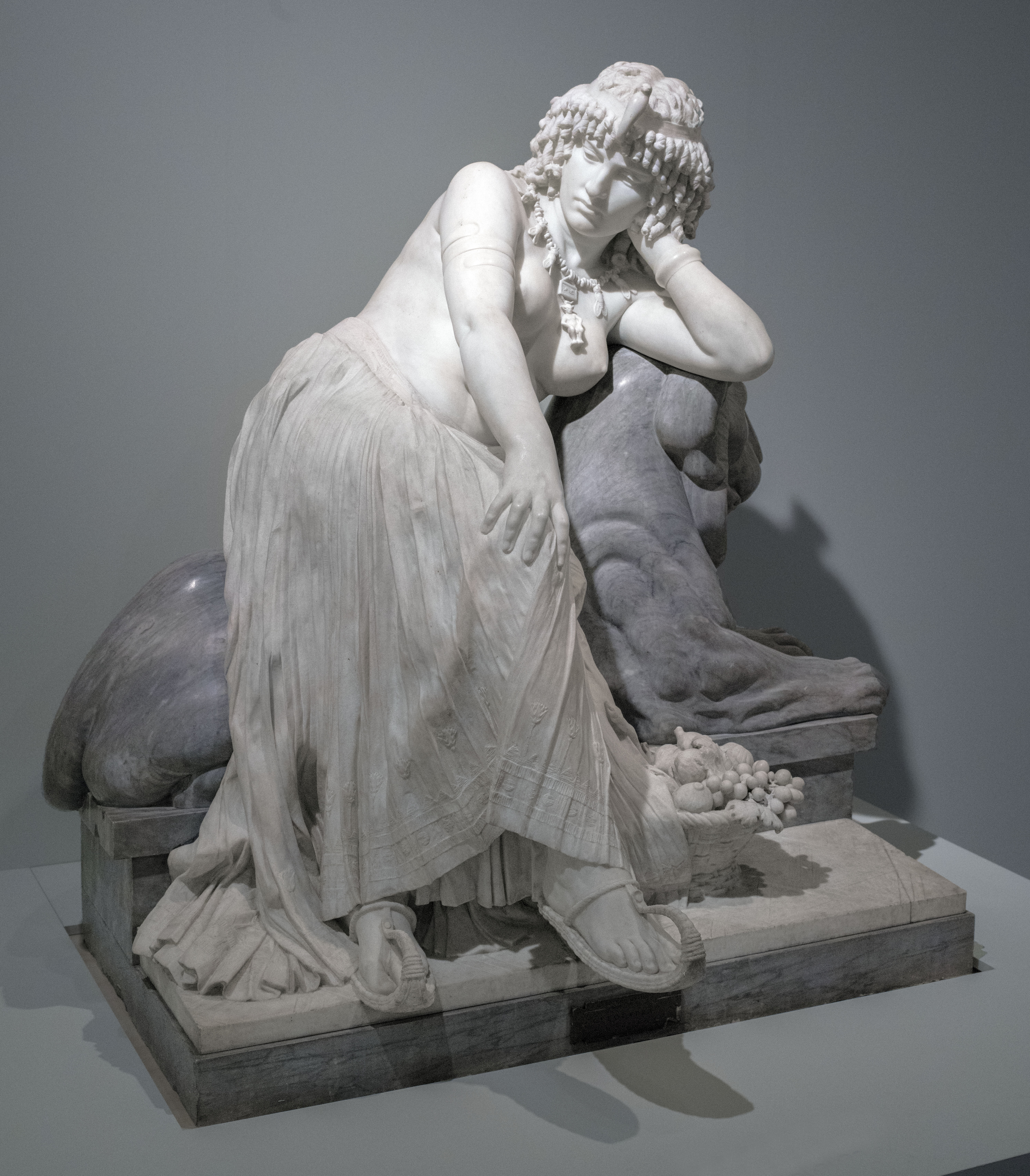
Мармурова скульптура Клеопатри 1882, Джироламо Масіні

Справжній образ Клеопатри нелегко розглянути через навколишній романтичний флер і численних кінокартин.
Немає жодних достовірних зображень, які точно без ідеалізації передали б її фізичний образ. Пошкоджений бюст із Шершелл в Алжирі (античне місто Цезарея Мавританська), створений після смерті Клеопатри з нагоди шлюбу Клеопатри Селени II, її дочки від Марка Антонія, з царем Мавретанії Юбою II, передає зовнішність Клеопатри в останні роки; хоча іноді це погруддя приписують самій Клеопатрі Селені II. Клеопатрі VII приписують елліністичні погруддя, які зображують молодих привабливих жінок з типово грецькими особами, але персони, з яких робили погруддя, точно не ідентифіковані. Вважається, що погруддя, яке зображує саме Клеопатру VII, зберігається в Берлінському музеї і музеї Ватикану, але класичний вигляд змушує підозрювати ідеалізацію зображення.

Профілі на монетах показують жінку з хвилястим волоссям, великими очима, підборіддям, яке виступає, і носом з горбинкою (спадкові риси Птолемеїв). З іншого боку, відомо, що Клеопатра відрізнялася могутньою чарівністю, привабливістю, чудово користувалася цим для спокуси і також мала чарівний голос і блискучий, гострий розум. Як пише Плутарх, який бачив портрети Клеопатри:
Бо краса цієї жінки була не тією, що зветься незрівнянною і вражає з першого погляду, зате звернення її відрізнялося чарівною красою, і тому її образ, що поєднувався з рідкісною переконливістю промов, з величезною чарівністю, що прозирала в кожному слові, в кожному русі, міцно врізався у душу. Найбільші звуки її голосу пестили і радували слух, а мова була точно багатострунний інструмент, який легко налаштовувався на будь-який лад, — на будь-яку мову…
Коли греки зазвичай нехтували вихованням дочок, навіть у царських сім'ях, Клеопатра явно мала хорошу освіту, яке, наклавшись на її природний розум, дало чудові результати. Клеопатра стала справжньою царицею — поліглотом, володіючи крім рідної койне (грецька мова елліністичної епохи) також єгипетською (перша зі своєї династії доклала зусиль для оволодіння нею, можливо тільки за винятком Птолемея VIII Фіскона), арамейською, ґеезом, (давньоефіопська мова), давньоперською, давньоєврейською та мовою берберів (народу, який жив на півдні Стародавньої Лівії). Вона володіла латиною, хоча освічені римляни, як, наприклад, Цезар, самі досконало володіли грецькою мовою.

## Шлях до трону
Заповіт Птолемея XII, який помер у березні 51 року до н. е. передавав престол Клеопатрі та її молодшому братові Птолемею XIII, якому тоді було близько 9 років і з яким вона поєднувалася формальним шлюбом, оскільки згідно з птолемеївським звичаєм брат мав одружитися з сестрою. Всі дівчата в роді Птолемеїв мали ім'я Клеопатра, а хлопчики Птолемей. Клеопатра була старша за свого брата-чоловіка і стала дружиною-регентом. На престол вона зійшла у 18-річному віці за погодженням з Римом під офіційним титулом Θέα Φιλοπάτωρ (Теа Філопатор), тобто богиня, яка любить батька (з напису на стелі від 51 до н. е.) Перші три роки царювання були нелегкі через дворічний неврожай, породжений недостатнім розливом Нілу.
З царювання співправителів негайно почалася прихована боротьба партій. Клеопатра спочатку правила одна, усунувши малолітнього брата, але потім він взяв реванш, спираючись на євнуха Потіна (колишнього кимось на кшталт глави уряду), полководця Ахілла та свого вихователя Теодота (оратор з Хіоса). У документі, датованому 27 жовтня 50 року до н. е., ім'я Птолемея фігурує підкреслено на першому місці.
Влітку 48 року до н. е. Клеопатра, яка втекла до Сирії і навербувала там військо, на чолі цього війська розбила табір на єгипетському кордоні, неподалік фортеці Пелусій; там же розташувався з військом та її брат, перегороджуючи їй шлях до країни.
Переломним моментом стала втеча Гнея Помпея до Єгипту та його вбивство прихильниками Птолемея.

## Клеопатра та Цезар

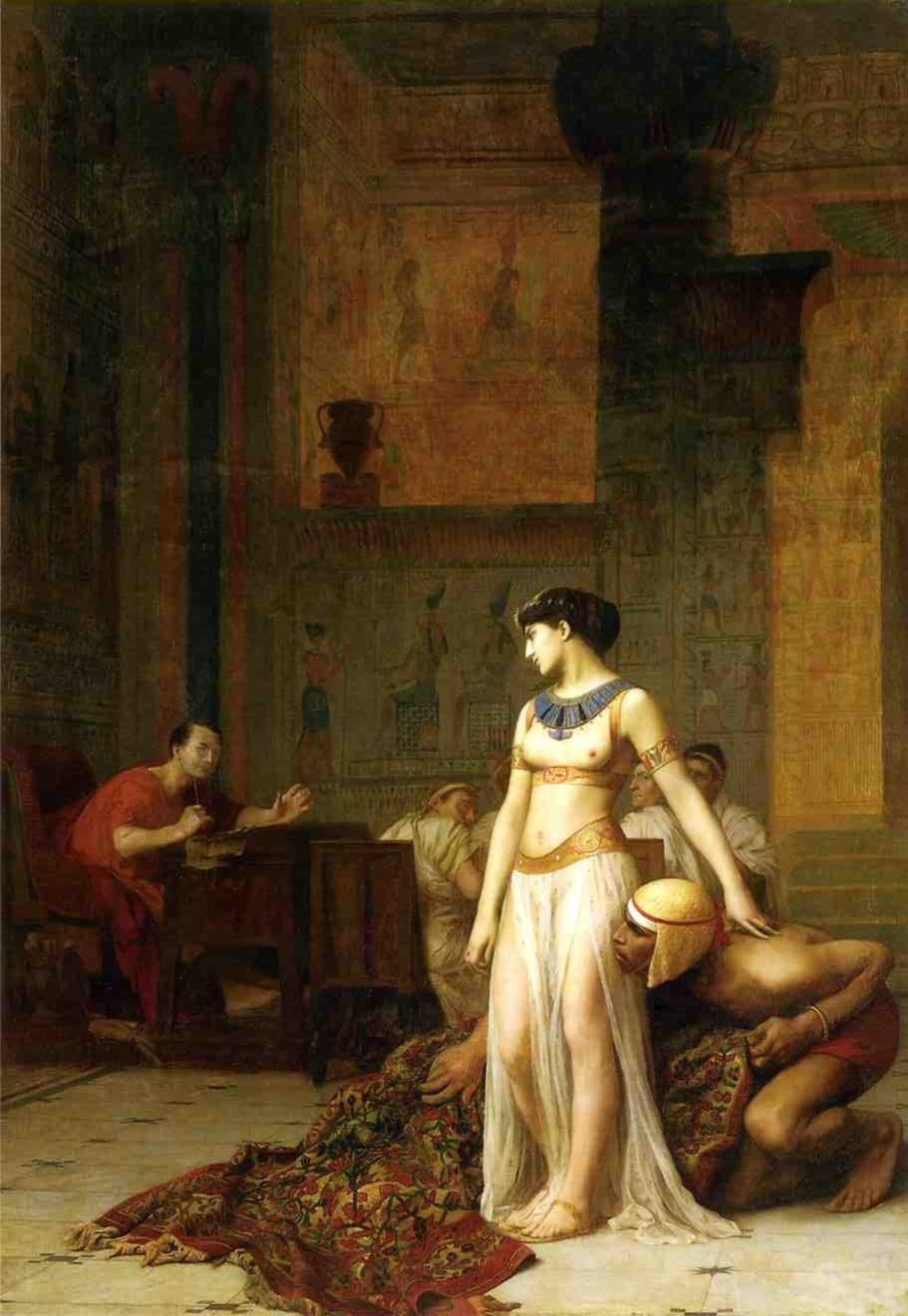
Клеопатра та Цезар, 1866, Жан-Леон Жером

У цей момент у боротьбу втрутився Рим. Помпей, переможений Юлієм Цезарем під Фарсалом, на початку червня 48 року до н. е. з'явився біля єгипетського берега і попросив єгипетського царя про допомогу. Молодий Птолемей XIII, точніше його радники, сподіваючись добитися щедрих милостей від переможців, віддали наказ про вбивство римлянина. Це й було виконано, тільки-но Помпей ступив на єгипетську землю, на очах у всього його оточення (28 вересня 48 року). Але цар прорахувався: Цезар, який у гонитві за Помпеєм висадився в Єгипті через два дні, розгнівався через цю розправу і поховав голову Помпея біля стін Александрії, де спорудив святилище Немезиди.
Опинившись у Єгипті, Цезар спробував поповнити свою скарбницю за допомогою боргів, які Птолемей XII наробив римському банкіру Рабірію під час своїх дій на відновлення на престолі, і які Цезар тепер записав на свій рахунок. Свєтоній написав, що Цезар «не наважився» перетворити Єгипет на римську провінцію, «щоб якийсь заповзятливий намісник не зміг спертися на неї [провінцію з величезними ресурсами] для нових смут». Однак Цезар заявив про намір виступити арбітром у суперечці царів. Птолемей XIII і без нього був фактичним правителем, до того ж визнаним Помпеєм; тому Цезар був зацікавлений у Клеопатрі, яка могла стати маріонеткою, зобов'язанею йому владою.
Незабаром після прибуття він викликав Клеопатру до Александрії. Проникнути в столицю, яку охороняли люди Птолемея, було непростою справою; Клеопатрі допоміг зробити це її шанувальник, сицилієць Аполлодор, який таємно провіз царицю в рибальському човні, а потім проніс у покої Цезаря, сховавши у великому мішку для ліжка (а не в килимі, як це прикрашено зображується у фільмах типу Килим Клеопатри). З цього факту можна зробити висновок про тендітну статуру цариці. Кинувшись до ніг римського диктатора, Клеопатра почала гірко скаржитися на свої утиски, вимагаючи страти Потіна. 52-річний Цезар був вражений молодою царицею; тим паче, що заповіт Птолемея XII відповідав його власним політичним інтересам. Коли наступного ранку Цезар заявив про це 13-річному цареві — той люто вибіг з палацу і, зірвавши з себе діадему, почав кричати народу, що його зрадили. Натовп обурився; але Цезарю тоді вдалося їх втихомирити, зачитавши заповіт Птолемея XII.
Проте ситуація для Цезаря ускладнилася. Загін, який супроводжував його, налічував лише 7 тисяч солдатів; в Африці збиралися прихильники вбитого Помпея, і ці обставини відродили в партії Птолемея надію позбавитися Цезаря. Потін і Ахілл викликали до Александрії війська; страта Потіна Цезарем вже не могла зупинити повстання. Війська, підтримані городянами, обуреними здирствами та свавіллям римлян, отримали вождя, коли до них втекли Птолемей XIII та його сестра Арсіноя. Через війну Цезар у вересні 48 року по н. е. виявився обложеним і відрізаним від підкріплень у царському кварталі Александрії. Врятував Цезаря та Клеопатру лише підхід підкріплень на чолі з Мітрідатом Пергамським.
Повстанці були розбиті 15 січня 47 року до н. е. біля Мареотійського озера, при втечі цар Птолемей потонув у Нілі. Арсіноя потрапила в полон і була проведена в тріумфальбому почті Цезаря. Після цього була спільна подорож Цезаря і Клеопатри Нилом на 400 кораблях, що супроводжувалося галасливими святами. Клеопатра, яка формально поєдналася з іншим своїм малолітнім братом Птолемеєм XIV, фактично стала безроздільною правителькою Єгипту під римським протекторатом, гарантією якого були залишені в Єгипті три легіони. Незабаром після відбуття Цезаря, 23 червня 47 року, у Клеопатри народився син, якого назвали Птолемеєм Цезарем, але який увійшов в історію під даним йому александрійцями прізвиськом Цезаріон. Стверджували, що він був дуже схожий на Цезаря і обличчям, і поставою.

## Перебування в Римі
Цезар воював із царем Понта Фарнаком II, потім із останніми прихильниками Помпея в Африці; відразу ж після закінчення війн він викликав до Риму Клеопатру з братом (літо 46 року до н. е.) формально — для укладання союзу між Римом та Єгиптом. Клеопатрі була виділена вілла Цезаря в його садах на березі Тибра, де вона приймала почесних римлян, які поспішали засвідчити свою повагу лідерці. У республіканців це викликало крайнє роздратування і стало одним із приводів, які прискорили загибель Цезаря. Ходив навіть слух (переданий Світлонієм і показовий для загального настрою), що Цезар збирається взяти Клеопатру своєю другою дружиною і перенести столицю Риму до Александрії. Сам Цезар наказав помістити позолочену статую Клеопатри біля вівтаря Венери Прародительки (Венери як міфічного предка роду Юлієв, до якого він належав). Проте офіційний заповіт Цезаря не містив жодних згадок про Цезаріона, якого він таким чином не наважився визнати своїм сином.

## Суверенне правління

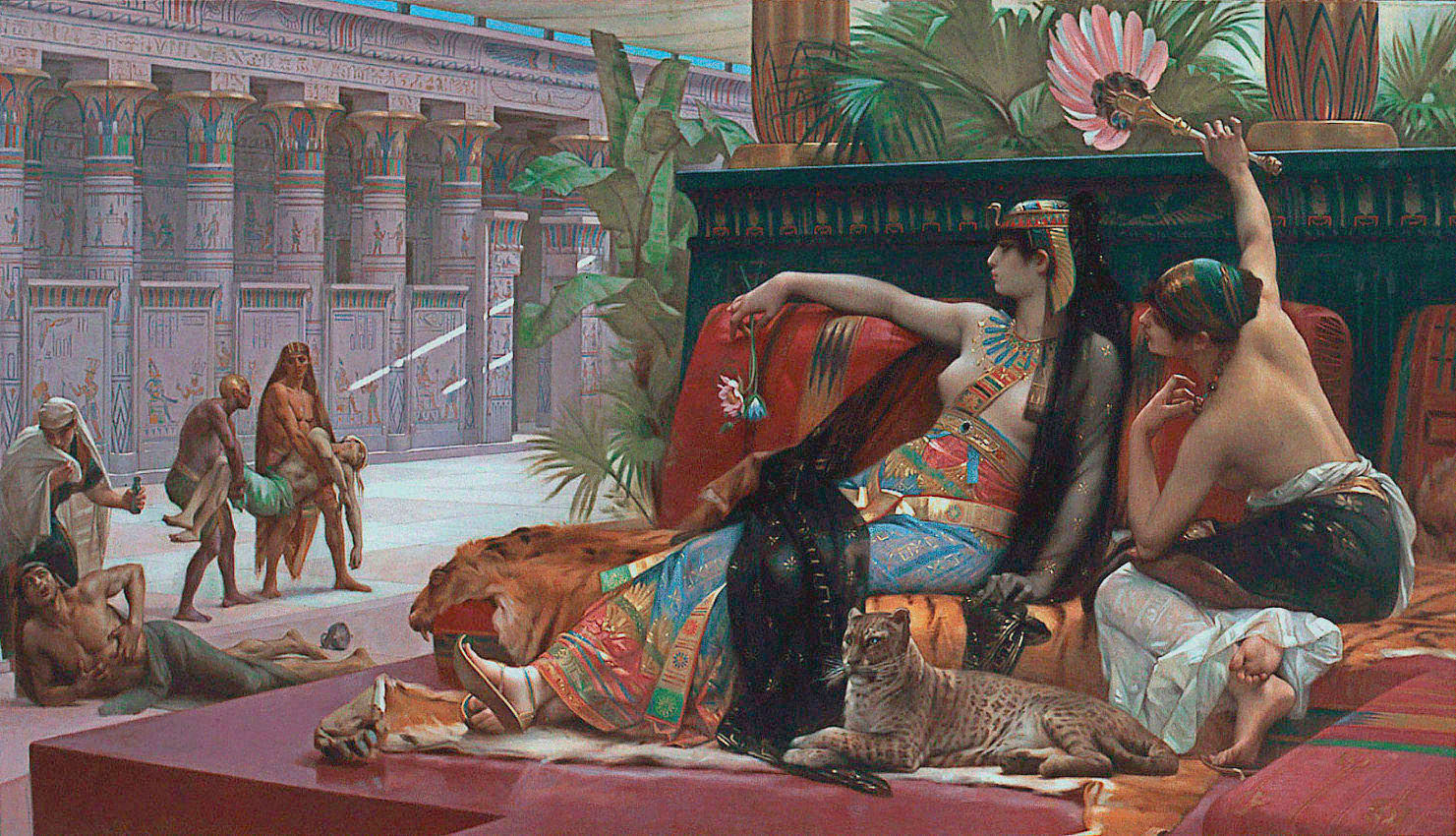
Клеопатра, яка випробовує отруту на засуджених в'язнях. Александр Кабанель (1887)

Цезаря було вбито внаслідок змови 15 березня 44 року до н. е. Через місяць, в середині квітня, Клеопатра покинула Рим і в липні прибула до Александрії. Невдовзі помер 14-річний Птолемей XIV. За твердженням Йосипа Флавія, він був отруєний сестрою: народження сина дало Клеопатрі формального співправителя. У цій ситуації дорослішаючий брат був їй абсолютно зайвий.
У 43 року до н. е. на Єгипет обрушився голод і два роки поспіль не розливався Ніл. Цариця була стурбована насамперед постачанням своєї столиці, схильної до бунту. Три римські легіони, залишені покійним Цезарем, бешкетували аж до їхнього виведення.
Війна між убивцями Цезаря, [[Гай Кассій Лонгін (змовник)|Кассієюм] і Брутом з одного боку, і з іншого боку — його спадкоємцями Антонієм і Октавіаном, вимагала від цариці спритності. Схід був у руках убивць Цезаря: Брут контролював Грецію та Малу Азію, а Касій влаштувався у Сирії. Намісник Клеопатри на Кіпрі, Серапіон, допоміг Касію грошима і флотом з безперечної згоди цариці, які б почуття вона не мала до вбивць свого римського покровителя. Пізніше вона офіційно зреклася дій Серапіона. З іншого боку, Клеопатра спорядила флот нібито, як вона потім запевняла, на допомогу цезаріанцям. У 42 році до н. е. республіканці були розгромлені під Філіппами. Ситуація для Клеопатри одразу змінилася.

## Клеопатра та Антоній

### Зустріч із Марком Антонієм

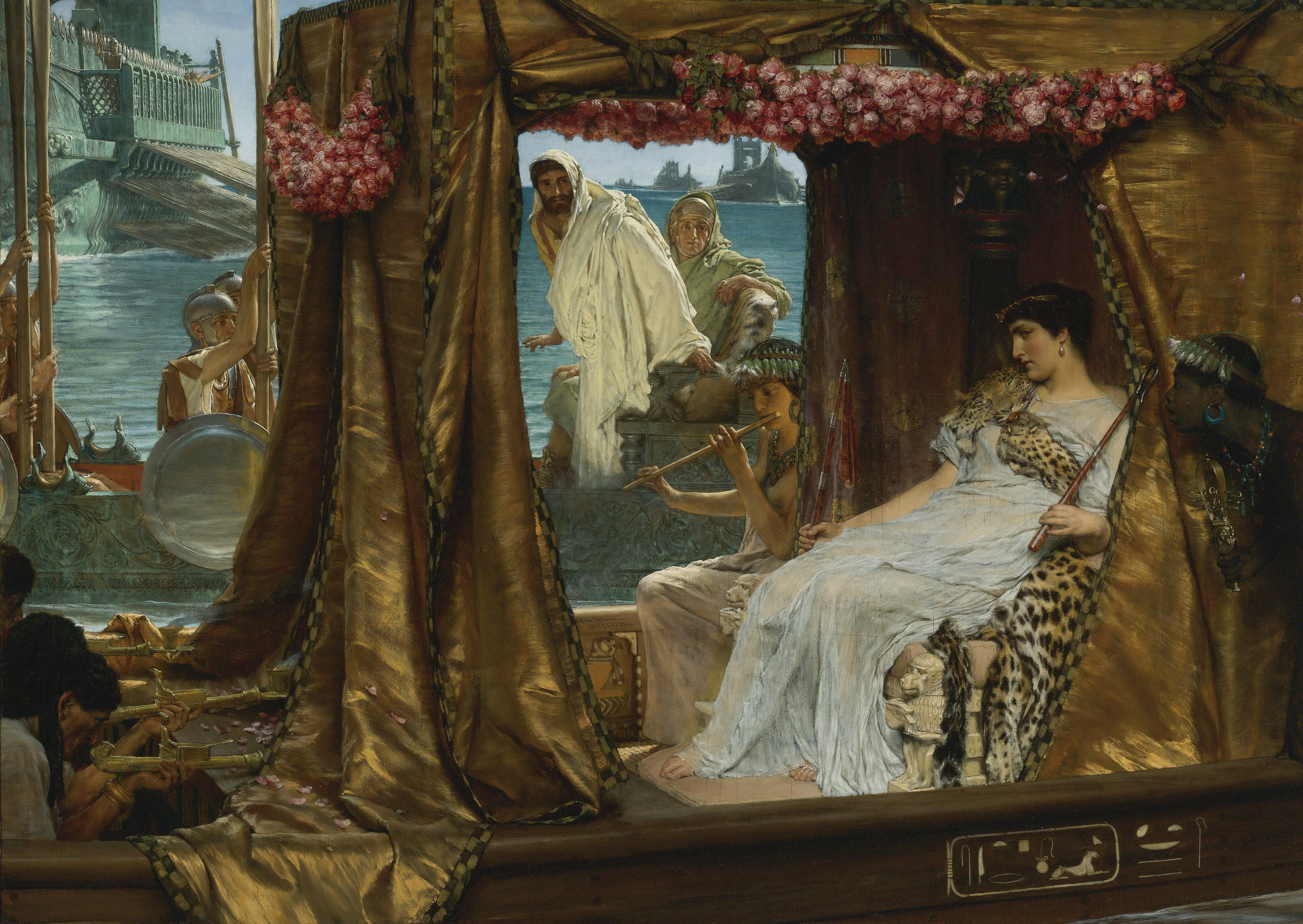
Зустріч Марка Антонія і Клеопатри. Лоуренс Альма-Тадема (1885)

Клеопатрі було 28 років, коли вона у 41 році до н. е. познайомилася із 40-річним римським полководцем. Відомо, що Антоній як начальник кінноти брав участь у відновленні на престолі Птолемея XII в 55 році, але малоймовірно, щоб вони зустрілися в той час, хоча Аппіан наводить слух, ніби Антоній захопився 14-річною Клеопатрою ще в той період. Вони могли познайомитися під час перебування цариці в Римі, проте до зустрічі в 41 році вони, мабуть, погано знали одне одного.
При розподілі римського світу, проведеному після розгрому республіканців, Антонію дістався Схід. Антоній вирішує реалізувати проект Цезаря — великий похід проти парфян. Готуючись до походу, він послав офіцера Квінта Делія до Александрії вимагати Клеопатру до себе у Кілікію. Він збирався звинуватити її у допомозі вбивцям Цезаря, мабуть, сподіваючись під цим приводом отримати з неї якнайбільше грошей для походу.
Клеопатра, дізнавшись через Делія про характер Антонія і насамперед про його влюбливість, пихатість і любов до зовнішнього блиску, прибула на судні з позолоченою кормою, пурпуровими вітрилами та посрібленими веслами; сама вона сиділа в наряді Афродіти, по обидва боки від неї стояли з опахалами хлопчики у вигляді еротів, а керували кораблем служниці в одязі німф. Корабель рухався річкою Кідн під звуки флейт і кіфар, оповитий димом пахощів. Потім вона запросила Антонія до себе для розкішного бенкету. Антоній був зачарований. Заготовлені звинувачення цариця легко відхилила, заявивши, що Серапіон діяв без її відома, а сама вона спорядила флот на допомогу цезаріанцям, але цей флот, на жаль, був затриманий неприємними вітрами. Як перший прояв люб'язності до Клеопатри Антоній на її прохання наказав негайно стратити її сестру Арсіною, яка шукала притулку в храмі Афродіти в Ефесі.
Так почався роман, який тривав десять років, один із найзнаменитіших в історії — навіть при тому, що не можна судити, якою була частка політичного розрахунку у відносинах з Антонієм, який був необхідний Клеопатрі для здійснення своїх планів. Зі свого боку, Антоній лише за допомогою єгипетських грошей міг утримувати свою величезну армію.

### Відновлення держави Лагідів
Антоній, залишивши армію, пішов за Клеопатрою до Александрії, де провів зиму 41–40 років. до н. е. вдаючись до пиятики і розваг. Зі свого боку Клеопатра намагалася прив'язати його якнайміцніше.
Плутарх розповів:
Разом з ним вона грала в кістки, разом пила, разом полювала, була серед глядачів, коли він вправлявся зі зброєю, а вночі, коли він, у сукні раба, блукав і тинявся містом, зупиняючись біля дверей і вікон будинків і обсипаючи звичайними своїми жартами господарів — людей простого звання, Клеопатра і тут була поряд з Антонієм, одягнена йому під стать.
Якось Антоній, задумавши вразити Клеопатру своїми здібностями рибалки, підіслав пірнальників, які постійно насаджували йому на гачок новий «улов»; Клеопатра, швидко розгадавши цю хитрість, зі свого боку послала нирця, який насадив Антонію в'ялену рибу.
Поки вони розважалися, парфянський царевич Пакор перейшов у наступ, внаслідок чого Рим втратив Сирію та південь Малої Азії з Кілікією. Антигон Маттафій, ворожий римлянам принц із династії Хасмонеїв (Маккавеїв), був затверджений парфянами на єрусалимському престолі. Марк Антоній провів короткий контрнаступ з Тіра, але потім був змушений повернутися до Риму, де після зіткнення між його дружиною Фульвією та прихильниками Октавіана було укладено мирну угоду в Брундізії. Зіткнення відбулися з вини Фульвії, яка, за словами Плутарха, сподівалася у такий спосіб відірвати Антонія від Клеопатри.
У цей час Фульвія померла, і Антоній одружився із сестрою Октавіана, Октавією. У той самий час 40 року до н. е. Клеопатра в Александрії народила від Антонія близнюків: хлопчика Александра Геліоса («Сонце») та дівчинку Клеопатру Селену («Місяць»).
Протягом 3 років до осені 37 до н. е. відомості про царицю відсутні. При поверненні Антонія з Італії коханці зустрілися в Антіохії восени 37 року, і з цього моменту почався новий етап у їхній політиці та їхньому коханні. Легат Антонія Вентидій вигнав парфян; Антоній замінив парфянських ставлеників на власних васалів або під прямим римським управлінням. Таким чином, знаменитий Ірод за його підтримки став царем Юдеї. Щось подібне відбулося в Галатії, Понті та Каппадокії. Клеопатра з усього цього отримала безпосередню вигоду, оскільки були підтверджені її права на Кіпр, яким вона фактично володіла, а також міста сирійського і кілікійського узбережжя Середземного моря, царство Халкідіка в нинішньому Лівані. Таким чином вона зуміла частково відновити державу перших Птолемеїв.
Клеопатра наказала відраховувати від цього моменту нову епоху свого царювання у документах. Сама вона прийняла офіційний титул Θεα Νεωτερα Φιλοπατωρ Φιλοπατρις (Феа Неотера Філопатор Філопатріс), тобто «молодша богиня, любляча батька та батьківщину». Титул призначався для приєднаних сирійців, які мали царицю (старшу богиню) птолемеевских кровей Клеопатру Теа у II столітті до н. е., титул також вказував, на думку істориків, на македонське коріння Клеопатри, що було вагомим аргументом для греко-македонського правлячого класу Сирії.

### Діти Антонія та Клеопатри

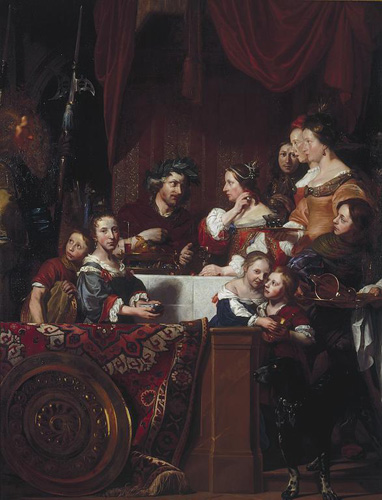
Бенкет Антонія і Клеопатри. Ян де Бре (1869)

У 37–36 роках до н. е. Антоній розпочав кампанію проти парфян, яка обернулася катастрофою, в основному через сувору зиму в горах Вірменії та Мідії. Сам Антоній ледве уникнув загибелі.
Клеопатра залишалася в Александрії, де у вересні 36 року до н. е. народила третю дитину від Антонія — Птолемея Філадельфа. У Римі почали розглядати союз Антонія та Клеопатри як загрозу імперії та особисто Октавіану. Останній на початку весни 35 року послав свою сестру Октавію, законну дружину Антонія та матір двох його дочок — Антонії Старшої (майбутньої бабусі імператора Нерона) та Антонії Молодшої (майбутньої матері Германіка та імператора Клавдія), — для того, щоб вона приєдналася до чоловіка. Однак як тільки вона доїхала до Афін, Антоній наказав їй негайно повертатися назад. Це сталося за участю Клеопатри, яка загрожувала Антонію самогубством, якщо той прийме дружину.
Антоній хотів взяти реванш за поразку у війні з парфянами: у 35 році до н. е. він захопив царя Вірменії Артавазда II, уклав союз з іншим Артаваздом — царем Мідії Атропатени і справив тріумф, але не в Римі, а в Александрії за участю Клеопатри та їхніх спільних дітей. Трохи згодом Цезаріон отримав титул царя царів; Александр Геліос був проголошений царем Вірменії та земель за Євфратом, Птолемей Філадельф отримав (номінально, тому що йому було близько 2 років) — Сирію та Малу Азію, і, нарешті, Клеопатра Селена II — Киренаїку.
Далеко не всі з наданих територій знаходилися під реальним контролем Антонія. Йосип Флавій стверджував, що Клеопатра також вимагала у Антонія Юдею, але отримала відмову; однак це повідомлення ставиться під сумнів.
Звістка про роздачу земель породила сильне обурення в Римі, Антоній явно поривав з усіма римськими традиціями і почав розігрувати із себе елліністичного монарха.

## Крах

### Битва при Акціумі
Антоній ще користувався значною популярністю в сенаті та армії, але своїми витівками у східно-елліністичному дусі, які кидали виклик римським нормам та традиційним уявленням, сам дав Октавіану зброю проти себе. До 32 року до н. е. справа дійшла до громадянської війни. При цьому Октавіан проголосив її війною «римського народу проти єгипетської цариці». Єгиптянку, яка поневолила римського полководця своїми чарами, зобразили втіленням усього східного, елліністично-царського, чужого Риму та «римським чеснотам».

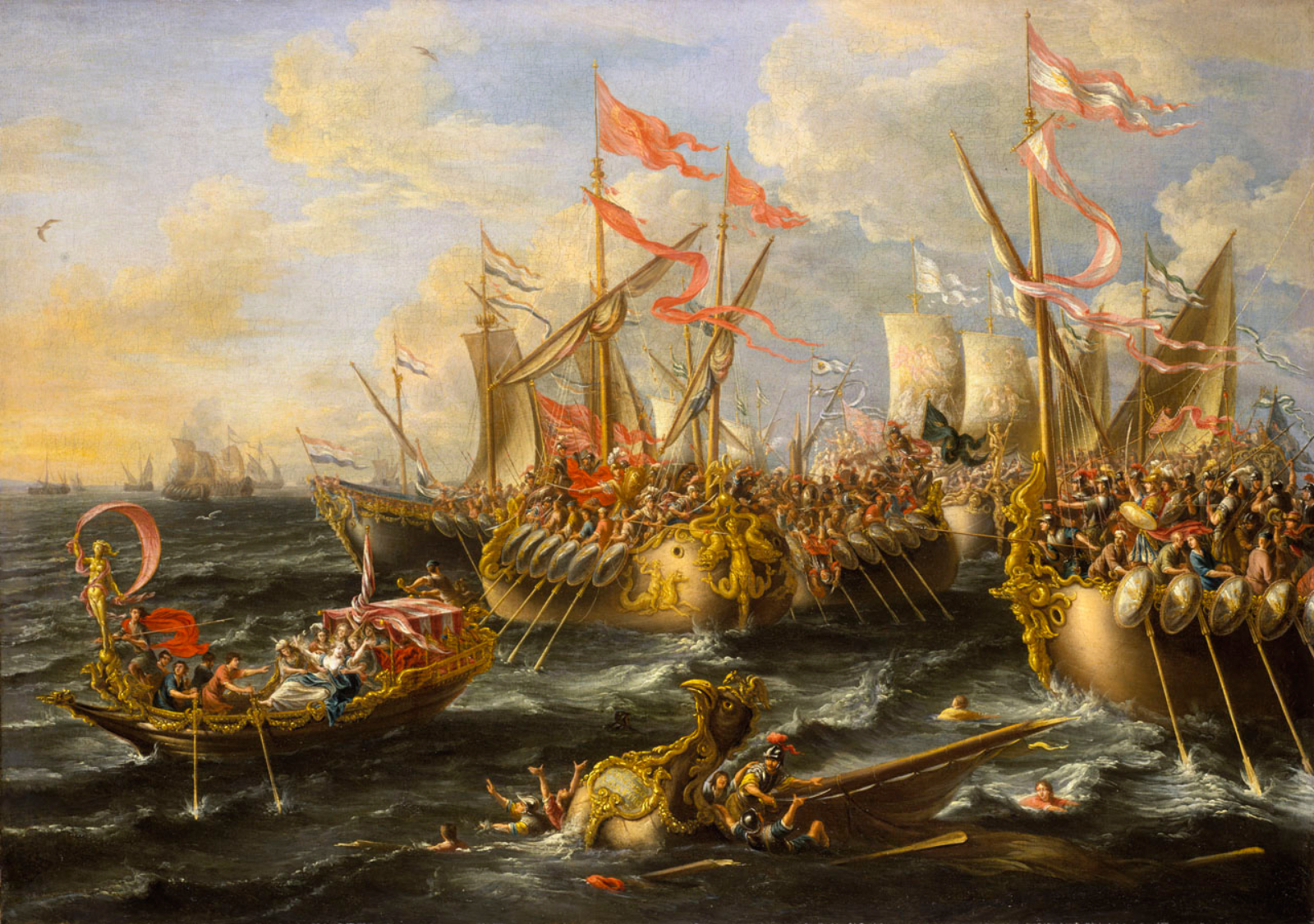
Битва при Акції. Лоренцо А. Кастро (1672)

З боку Антонія та Клеопатри для війни був приготовлений флот із 500 кораблів, з них 200 єгипетських. Антоній вів війну мляво, віддаючись разом із Клеопатрою бенкетам і святам у всіх попутних грецьких містах і надаючи Октавіану час на організацію армії та флоту. Поки Антоній стягував війська до західного узбережжя Греції, збираючись переправитися до Італії, сам Октавіан стрімко переправився в Епір і нав'язав Антонію війну на його території.
Перебування Клеопатри в таборі Антонія, її постійні інтриги проти всіх, у кому вона бачила своїх недоброзичливців, послужили Антонію погану службу, спонукавши багатьох його прихильників перебігти до противника. Характерна історія Квінта Делія, затятого прихильника Антонія, який все ж таки був змушений перебігти до Октавіана, оскільки був попереджений, що Клеопатра збирається отруїти його за жарт, який вона вважала для себе образливим. Перебіжчики поінформували Октавіана про зміст заповіту Антонія, його було негайно вилучено з храму Вести та опубліковано. Антоній офіційно визнавав Клеопатру дружиною, її синів — своїми законними дітьми, і заповідав поховати себе не в Римі, а Александрії поруч із Клеопатрою. Заповіт Антонія його повністю дискредитував.
Октавіан, який не був великим воєначальником, знайшов в особі Марка Віпсанія Агріппи компетентного полководця, який успішно вів війну. Агріппа зумів загнати флот Антонія та Клеопатри до Амбракійської затоки і блокував її. Їхні війська стали відчувати нестачу продовольства. Клеопатра наполягала на морському прориві. На військовій раді ця думка взяла гору. Результатом стала морська битва при Акціумі 2 вересня 31 року до н. е. Коли Клеопатра злякалася, що перемога вислизає, вона вирішила втекти з усім своїм флотом, намагаючись ще щось врятувати. Антоній втік за нею. Його розгромлений флот здався Октавіану, а потім здалася без бою і деморалізована сухопутна армія.

### Загибель Антонія та Клеопатри

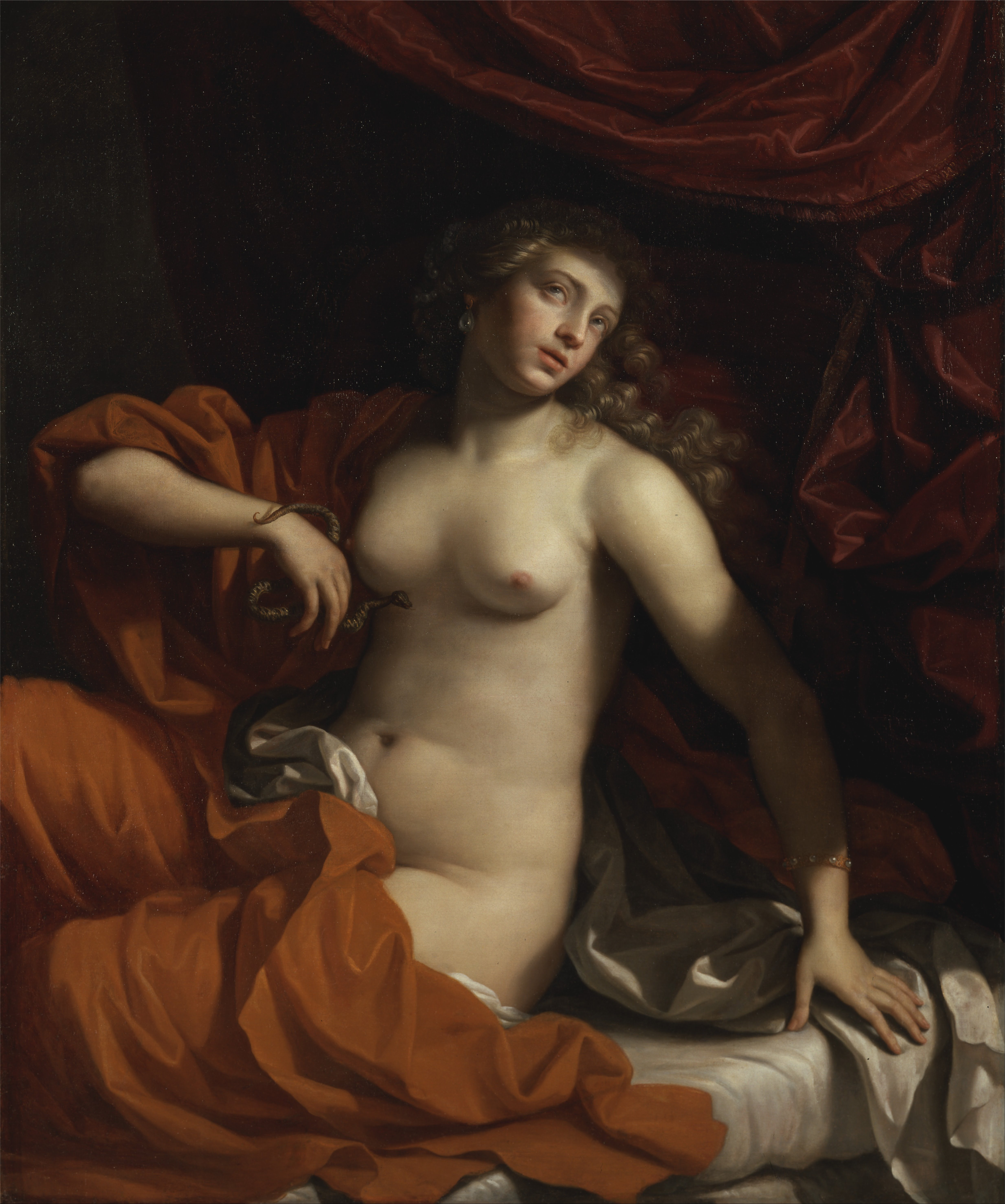
Клеопатра. Бенедетто Дженнарі (1674)

Антоній повернувся до Єгипту і не робив нічого для продовження боротьби з Октавіаном. Втім, він не мав для цього жодних реальних ресурсів. Витрачав свої сили у пиятиках і розкішних святах і оголосив разом із Клеопатрою про створення «Союзу смертників», члени якого присягалися померти разом. У цей союз довелося вступити наближеним. Клеопатра випробувала на ув'язнених отрути, намагаючись з'ясувати, яка отрута приносить більш швидку і безболісну смерть. Клеопатра була заклопотана порятунком Цезаріона. Вона відправила його до Індії, але потім він повернувся назад до Єгипту. Вона і сама у свій час обмірковувала план втечі до Індії, але при спробі перевезти судна через Суецький перешийок їх спалили араби. Від цих планів довелося відмовитись.
Весною 30 року до н. е. Октавіан рушив до Єгипту. Клеопатра намагалася запеклими заходами захистити себе від зради: коли комендант Пелусія Селевк здав фортецю, вона стратила його дружину та дітей. До кінця липня війська Октавіана з'явилися під самою Александрією. Останні частини, які залишилися у Антонія, одна за одною переходили на бік переможця.
1 серпня все було скінчено. Клеопатра з довіреними служницями Ірадою та Харміон замкнулася у будівлі власної гробниці. Антонію передали хибну звістку про її самогубство. Антоній кинувся на свій меч. Незабаром його, вмираючого, жінки втягнули в гробницю, і він помер на руках у Клеопатри, яка плакала над ним. Сама Клеопатра, затиснувши в руці кинджал, демонструвала готовність до смерті, проте почала переговори з посланцем Октавіана, дозволила йому проникнути в будівлю гробниці та обеззброїти її. Очевидно, Клеопатра ще зберігала слабку надію спокусити Октавіана чи навіть домовитися з ним, і втримати царство. Октавіан виявив менше податливості до спокуси, ніж Юлій Цезар та Марк Антоній.

Останні дні Клеопатри докладно описані Плутархом за спогадами її лікаря Олімпа. Октавіан дозволив Клеопатрі поховати коханого; її власна доля залишалася незрозумілою. Вона виглядала хворою і давала зрозуміти, що вморить себе голодом — але погрози Октавіана розправитися з дітьми змусили її прийняти лікування.
Дещо пізніше Цезар (Октавіан) і сам відвідав Клеопатру, щоб скільки-небудь її втішити. Вона лежала на ліжку, стурбована і пригнічена, і коли Цезар з'явився у дверях, схопилася в одному хітоні і кинулася йому в ноги. Її давно не прибране волосся висіло клаптями, обличчя здичавіло, голос тремтів, очі згасли.

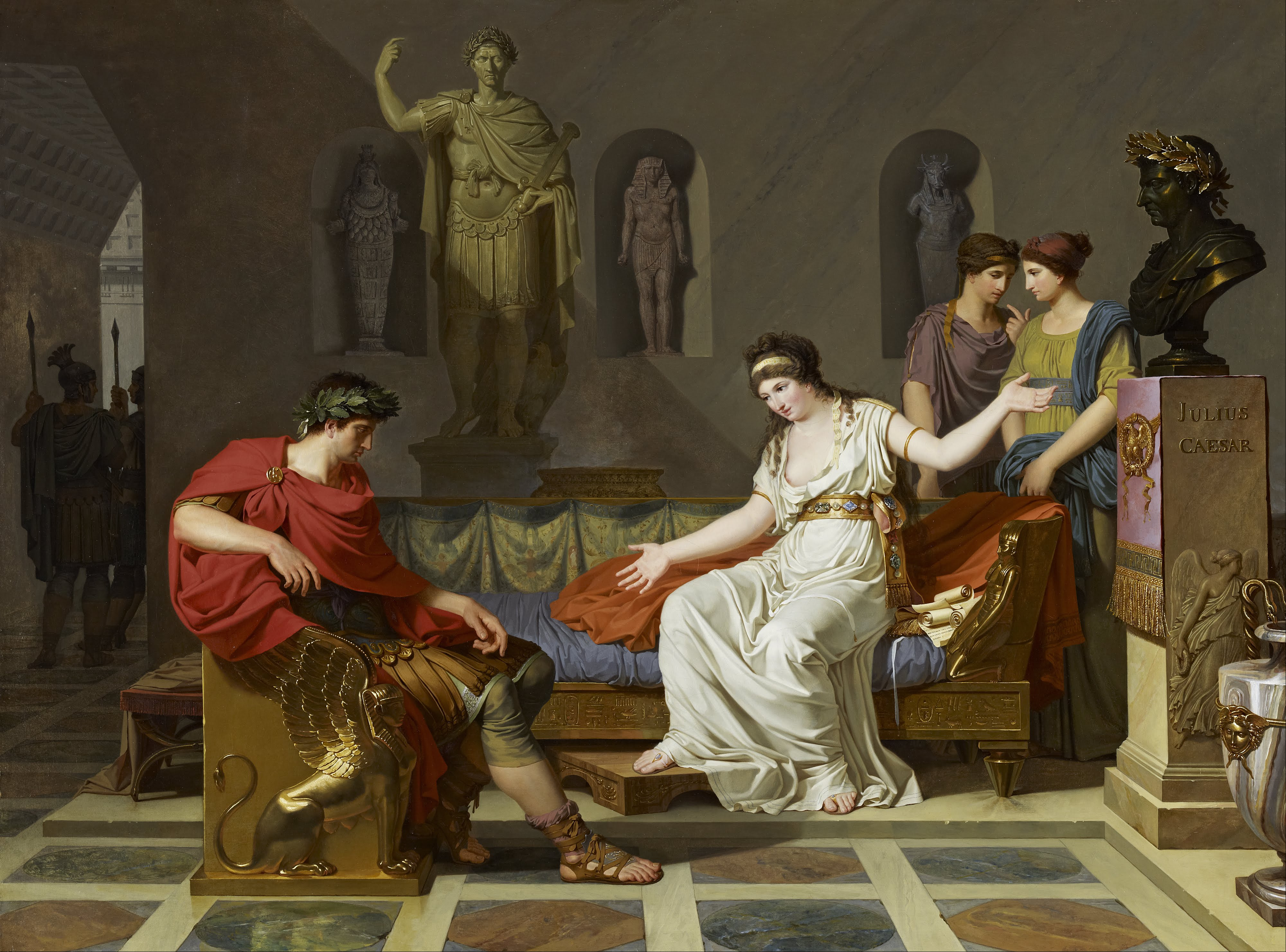
Клеопатра і Октавіан. Луї Гоф'є (1787)

Октавіан підбадьорив Клеопатру і пішов. Незабаром закоханий у Клеопатру римський патрицій Корнелій Долабелла повідомив, що через три дні її відправлять до Риму для тріумфу Октавіана. Клеопатра веліла передати заздалегідь написаний лист і замкнулася зі служницями. Октавіан отримав листа, в якому знайшов скарги та прохання поховати її разом з Антонієм, і негайно надіслав людей. Послані знайшли Клеопатру мертвою, у царському уборі, на золотому ложі. Оскільки перед тим до Клеопатри пройшов селянин з горщиком смокв, що не викликало підозр у варти, було вирішено, що в горщику Клеопатрі пронесли змію. Стверджували, що на руці Клеопатри було трохи видно два легкі укуси. Саму змію в кімнаті не знайшли, ніби вона одразу виповзла з палацу.
За іншою версією, Клеопатра зберігала отруту в порожній головній шпильці. Ця версія підкріплюється тим фактом, що обидві служниці Клеопатри померли разом із нею. Сумнівно, щоб одна змія умертвила одразу трьох людей. За словами автора «Римської історії» Діона Касія, Октавіан намагався оживити Клеопатру за допомогою псиллів, екзотичного племені, представники якого вміли висмоктувати отруту нешкідливо для себе.

Разом з тим, на переконання науковців з Німеччини, причиною смерті Клеопатри було отруєння сумішшю з опіуму і рослин болиголову і аконіту.

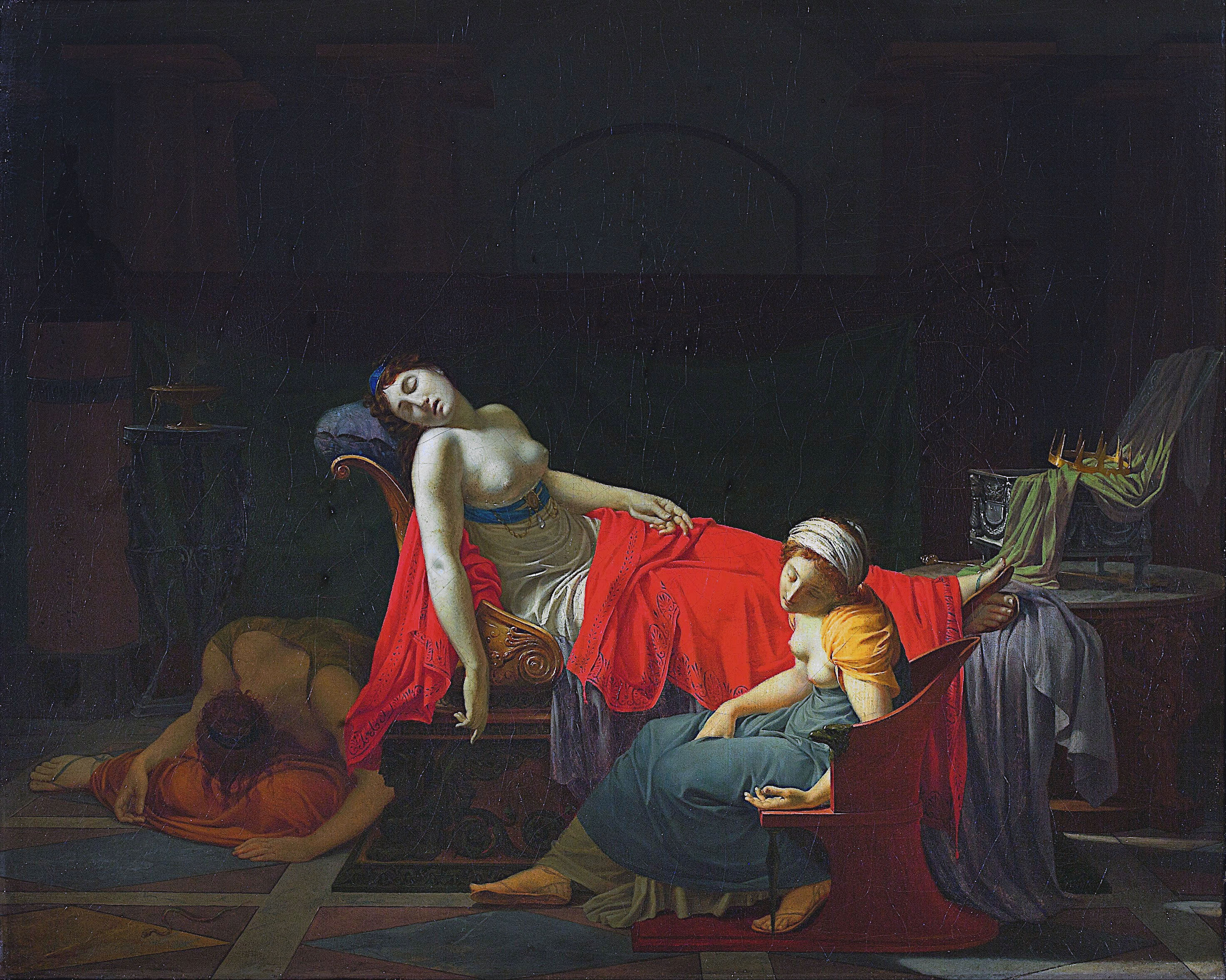
Смерть Клеопатри. Жан-Батіст Реньо (1796)

 Смерть Клеопатри 12 серпня 30 року позбавила Октавіана блискучого трофея на його тріумфі в Римі. У тріумфальному ході везли лише її статую.
Прийомний син Цезаря Октавіан того ж року стратив Птолемея XV Цезаріона, рідного сина Цезаря від Клеопатри. Діти від Антонія йшли в ланцюгах на параді тріумфатора, потім виховувалися у сестри Октавіана Октавії, дружини Антонія, «на згадку про чоловіка». Згодом дочку Клеопатри Клеопатру Селену II видали заміж за мавританського царя Юбу II, завдяки чому і з'явився бюст Клеопатри із Шершелл.
Доля Александра Геліоса та Птолемея Філадельфа залишилася невідомою. Вважається, що вони рано померли.
Єгипет став однією з римських провінцій.
У 2008 році дослідник Захі Хавасс повідомив про те, що йому вдалося виявити ймовірне місце поховання цариці Клеопатри та римського військового начальника Марка Антонія. За його припущеннями, їх поховали разом на території храму Осіріса на околицях Александрії. Під храмом знаходиться тунель завдовжки 120 метрів. Там же знаходилися статуї цариці та безліч монет із її зображенням. За два тижні до відкриття Хавас виявив погруддя Марка Антонія і припустив, що його поховання може бути поруч із похованням Клеопатри.

## Див. також

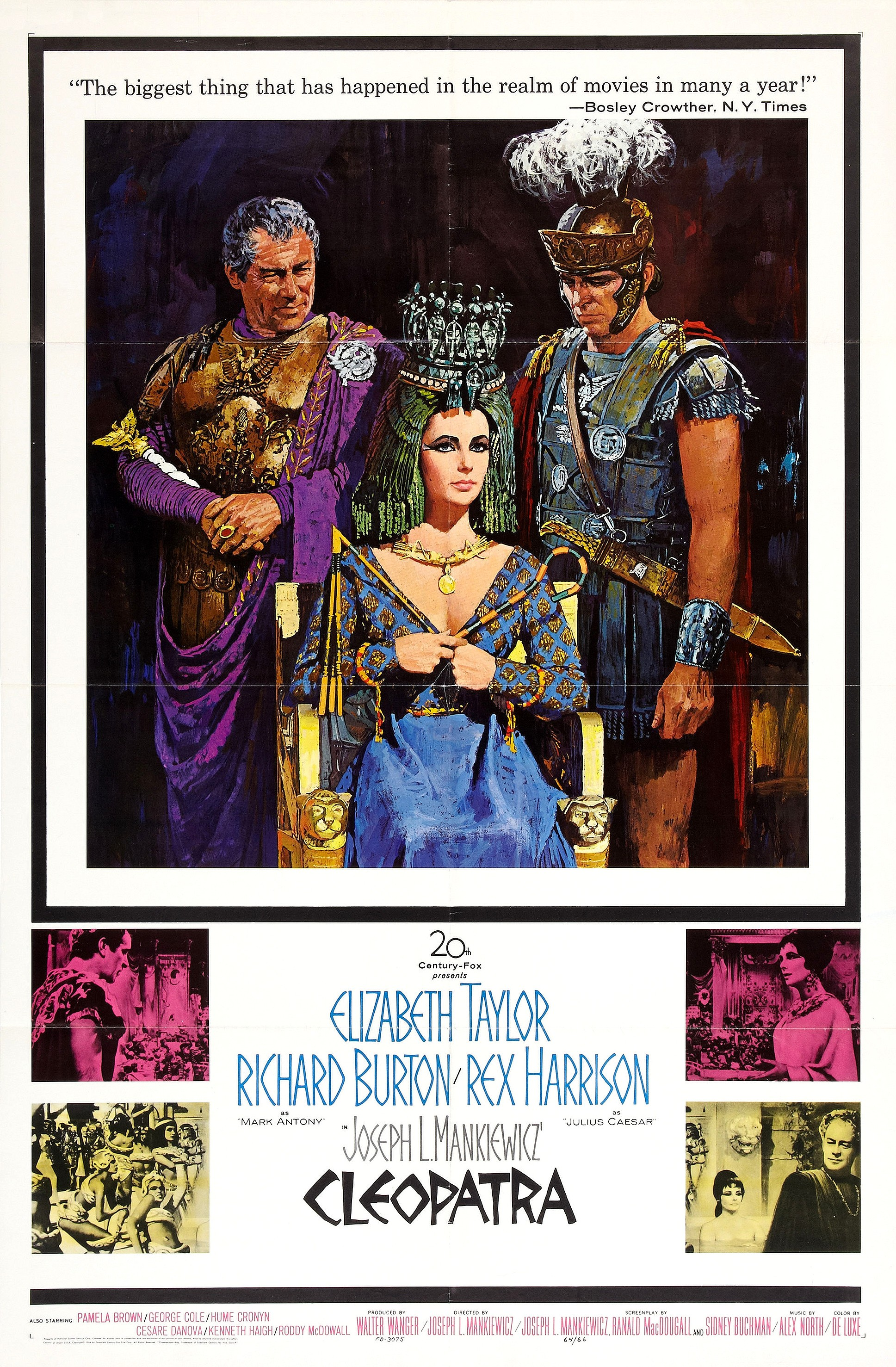
Постер до фільму 1963 з Елізабет Тейлор